# Erphaea pumicosa
Erphaea pumicosa är en skalbaggsart som beskrevs av Wilhelm Ferdinand Erichson 1847. Erphaea pumicosa ingår i släktet Erphaea och familjen långhorningar. Inga underarter finns listade i Catalogue of Life.